# 5283 Pyrrhus
5283 Pyrrhus eller 1989 BW är en trojansk asteroid i Jupiters lagrangepunkt L4. Den upptäcktes 31 januari 1989 av den amerikanska astronomen Carolyn S. Shoemaker vid Palomar-observatoriet. Den är uppkallad efter Neoptolemos i den grekiska mytologin.
Asteroiden har en diameter på ungefär 48 kilometer.